# Fushi Shuiku
Fushi Shuiku är en reservoar i Kina. Den ligger i provinsen Zhejiang, i den östra delen av landet, omkring 79 kilometer nordväst om provinshuvudstaden Hangzhou. Fushi Shuiku ligger 78 meter över havet. Arean är 5,5 kvadratkilometer. I omgivningarna runt Fushi Shuiku växer i huvudsak blandskog. Den sträcker sig 6,7 kilometer i nord-sydlig riktning, och 6,3 kilometer i öst-västlig riktning.
Genomsnittlig årsnederbörd är 1 811 millimeter. Den regnigaste månaden är augusti, med i genomsnitt 274 mm nederbörd, och den torraste är november, med 70 mm nederbörd.